# (37315) 2001 QQ16
2001 QQ16 (asteroide 37315) é um asteroide da cintura principal. Possui uma excentricidade de 0.14040640 e uma inclinação de 3.67062º.
Este asteroide foi descoberto no dia 16 de agosto de 2001 por LINEAR em Socorro.